# کوین پانتر
کوین پانتر (سیریلیک صربی: Кевин Пантер؛ زادهٔ ۲۵ ژوئن ۱۹۹۳) بازیکن بسکتبال اهل ایالات متحده آمریکا است.